# 剑叶木姜子
剑叶木姜子（学名：Litsea lancifolia）为樟科木姜子属下的一个种。